# Tryon (Oklahoma)
Tryon es un pueblo ubicado en el condado de Lincoln, Oklahoma, Estados Unidos. Según el censo de 2020, tiene una población de 378 habitantes.

## Geografía
La localidad está ubicada en las coordenadas 35°52′37″N 96°58′11″O / 35.87694, -96.96972 (35.877055, -96.96959).

## Demografía
Según la Oficina del Censo, en 2000 los ingresos medios por hogar en la localidad eran de $21,696 y los ingresos medios por familia eran de $27,361. Los hombres tenían unos ingresos medios de $28,382 frente a los $18,125 para las mujeres. La renta per cápita para la localidad era de $10,730. Alrededor del 14.1% de la población estaba por debajo del umbral de pobreza.
De acuerdo con la estimación 2015-2019 de la Oficina del Censo, los ingresos medios por hogar en la localidad son de $48,438 y los ingresos medios por familia son de $52,578. Alrededor del 9.2% de la población está por debajo del umbral de pobreza.